# Rachipteron philopelum
Rachipteron philopelum is een slakkensoort uit de familie van de Amnicolidae. De wetenschappelijke naam van de soort is voor het eerst geldig gepubliceerd in 1964 door F.G. Thompson.